# Hydrophorus carmichaelii
Hydrophorus carmichaelii är en tvåvingeart som först beskrevs av Walker 1849.  Hydrophorus carmichaelii ingår i släktet Hydrophorus och familjen styltflugor.
Artens utbredningsområde är Tristan da Cunha. Inga underarter finns listade i Catalogue of Life.